# Raymundo Bruno Marussig
Raymundo Bruno Marussig (Londrina, 1929 - Curitiba, 13 de agosto de 2017) foi um engenheiro civil e político brasileiro.
Atuou como ministro interino da Agricultura no governo Costa e Silva, de 10 de abril a 20 de novembro de 1968. 
Entre outras funções públicas, foi primeiro presidente da  Instituto de Pesquisas e Planejamento Urbano de Curitiba (IPPUC), instituição pioneira do estudo e planejamento urbano, criada em 1965. Ocupou também a Secretaria Municipal das Administrações regionais da cidade de Curitiba, na administração Jaime Lerner (1989-1992).